# Erdbeben bei Zagreb 2020

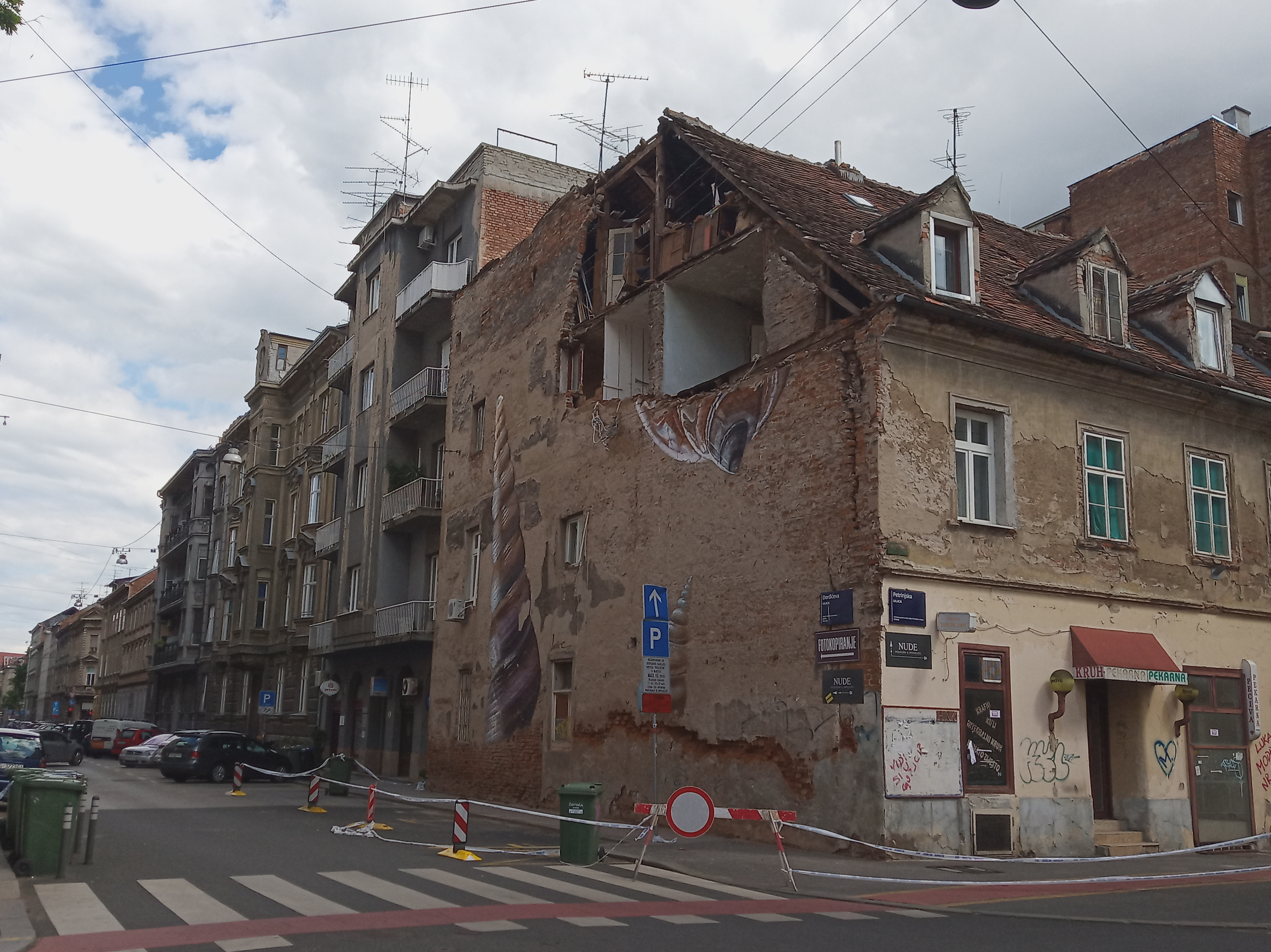
Beschädigtes Haus in Zagreb

Am 22. März 2020 um 6:24 Uhr Ortszeit ereignete sich ein Erdbeben bei Zagreb. Es hatte eine Magnitude von 5,4 Mw auf der Momenten-Magnituden-Skala. Das Epizentrum des Erdbebens lag wenige Kilometer nördlich der kroatischen Hauptstadt Zagreb, in der es vor allem in der Altstadt zu schweren Schäden kam. Ein 15-jähriges Mädchen ist seinen Verletzungen erlegen, 17 weitere Menschen wurden schwer verletzt.

## Tektonik
Die Magnitude des Bebens wird von der europäischen seismologischen Forschungsgesellschaft European-Mediterranean Seismological Centre (EMSC) mit 5,4 Mw und vom United States Geological Survey (USGS) mit 5,3 Mw angegeben. Das Epizentrum des Bebens wird vom EMSC etwa sieben Kilometer nordöstlich von Zagreb verortet, sein Hypozentrum lag in zehn Kilometern Tiefe. Als Herdvorgang wird eine Aufschiebung an einer Verwerfung der nördlichen Medvednica-Störungszone angenommen.
Es war das stärkste Erdbeben in Kroatien seit 1996. Verbreitet wurde berichtet, es wäre das stärkste Erdbeben in Zagreb seit dem verheerenden Erdbeben von 1880 gewesen, tatsächlich hatten sich 1905 und 1906 stärkere Erdbeben mit Magnituden von 5,5 bzw. 6,1 auf der Richterskala ereignet.
Es kam zu mehreren Nachbeben; das stärkste ereignete sich um 7:01 Uhr, 37 Minuten nach dem Hauptbeben. Es hatte laut EMSC eine Stärke von 5,0 mb, USGS gibt eine Magnitude von 4,6 Mw an.
Nach Schätzungen von USGS wurde das Hauptbeben von fast 1,4 Millionen Menschen mit einer Intensität der Stufe V oder höher auf der Modifizierten Mercalliskala verspürt, darunter etwa 285.000 Menschen, die Intensität VII erlebten. Es wurde in zahlreichen Nachbarländern wahrgenommen, bei der österreichischen Zentralanstalt für Meteorologie und Geodynamik gingen über 2000 Erdbebenmeldungen ein. Nach Zeugenangaben soll das Beben über zehn Sekunden angedauert haben.

## Opfer und Schäden
Bei dem Beben wurden 27 Menschen verletzt, 18 davon schwer. Eine 15-Jährige erlag am nächsten Tag ihren Kopfverletzungen.
Zu schweren Schäden an Gebäuden kam es besonders in der Altstadt von Zagreb. Nach Angaben der Stadtverwaltung vom 28. März wurden in Zagreb mehr als 26.000 Gebäude beschädigt, 1900 davon wurden unbenutzbar. Dies betraf hauptsächlich alte und/oder schlecht erhaltene Gebäude, an welchen die meisten schweren Schäden auftraten. Ab 1964 (ein Jahr nach dem Erdbeben von Skopje) errichtete Gebäude kamen zumeist ohne oder mit leichten Schäden davon, weil sie ab diesem Jahr erstmals im ehemaligen Jugoslawien erlassenen Vorschriften hinsichtlich Erdbebensicherheit genügen mussten.
Die steinerne Spitze des (eingerüsteten) Südturms der römisch-katholischen Kathedrale von Zagreb brach in 92 m Höhe ab. Ein Teil der Decke der Herz-Jesu-Basilika stürzte ein. In der 1866 erbauten serbisch-orthodoxen Kathedrale Zagrebs wurden die erst 2007 von Nikolai Muchin ausgeführten Deckenfresken schwer beschädigt. Das Gebäude des kroatischen Parlaments wurde erheblich beschädigt, ein Teil des Dachs stürzte ein. Die Gebäude und einige Exponate des Museums für Kunst und Gewerbe sowie des Archäologischen Museums wurden beschädigt. Von den Gebäuden der Universität Zagreb wurden vor allem jene der medizinischen und der Rechtsfakultät in Mitleidenschaft gezogen.
Autos wurden durch herabstürzende Fassadenteile beschädigt. Die Geburtsklinik der Stadt wurde evakuiert, die Mütter und Neugeborenen wurden in ein anderes Krankenhaus verlegt. In großen Teilen der Stadt fiel stundenlang die Strom- und Wasserversorgung aus. Mehrere Straßenbahnlinien konnten nicht verkehren, weil Schutt die Schienen blockierte und Oberleitungen beschädigt wurden.
Auch aus Orten der Umgebung Zagrebs wurde von Schäden berichtet. Bei Donja Stubica und Čučerje löste das Beben Erdrutsche aus. Das etwa 40 Kilometer nordwestlich von Zagreb in Slowenien gelegene Kernkraftwerk Krško wurde durch das Beben nicht beeinträchtigt.
Das Beben traf die Stadt und die Umgebung mitten in der Covid-19-Pandemie, wodurch Kontakte (z. B. Besuche besorgter Verwandter) als auch Aufräumarbeiten erschwert wurden.
In einer Bericht zur Schadensabschätzung bezifferte die kroatische Regierung die durch das Erdbeben entstandenen Schäden auf knapp 10,7 Mrd. Euro, sowie die in der Folge entstandenen wirtschaftlichen Verluste auf 640 Mio. Euro.

## Hilfe
Das kroatische Innenministerium rief die Menschen, die nach dem Beben ihre Häuser verlassen hatten, auf, wegen der Coronavirus-Pandemie voneinander Abstand zu halten. Das Rote Kreuz verteilte Decken an Menschen, die nicht mehr in ihre Häuser zurückkehren konnten. Die Katastrophenschutzbehörde organisierte eine Essensausgabe für die Betroffenen. Soldaten der Armee halfen bei der Beseitigung von Trümmern.
Etwa 150 Bauexperten prüften die Sicherheit der betroffenen Gebäude. Für die Menschen, die nicht mehr in ihre beschädigten Häuser zurückkehren konnten, wurden auf einem Campus rund 1600 Betten als Notunterkunft bereitgestellt, mehr als 500 Menschen nutzen das Angebot. Zusätzlich stellte der Zivilschutz auf einem Platz im Stadtzentrum Zelte für 500 Personen auf.
Kroatien hat den EU-Zivilschutz-Mechanismus aktiviert; mehrere EU-Staaten boten Unterstützung an. UNICEF lieferte Hygieneprodukte für die obdachlos Gewordenen in den Notunterkünften.

## Belege
1. 1 2  M 5.4 - CROATIA - 2020-03-22 05:24:02 UTC. In: emsc.eu. Abgerufen am 26. Mai 2020 (englisch).
2. 1 2  M 5.3 - 2km WSW of Kasina, Croatia. In: earthquake.usgs.gov. Abgerufen am 26. Mai 2020 (englisch).
3. ↑  Bruno Tomljenović: Osvrt na potres u Zagrebu 2020. godine. (Memento des Originals vom 29. Dezember 2020 im Internet Archive)  Info: Der Archivlink wurde automatisch eingesetzt und noch nicht geprüft. Bitte prüfe Original- und Archivlink gemäß Anleitung und entferne dann diesen Hinweis. In: rgn.unizg.hr. 28. März 2020, abgerufen am 31. März 2020 (kroatisch).
4. ↑  Significant Earthquake. In: ngdc.noaa.gov. Abgerufen am 22. März 2020 (englisch).
5. 1 2 3 4 5  Tanja Haser: Schwere Erdbeben in Zagreb: Nun könnte auch noch das Wetter zum Problem werden. In: kleinezeitung.at. 22. März 2020, abgerufen am 23. März 2020.
6. ↑  Zagreb je od 1880. imao još dva jača potresa od posljednjeg, zašto se ne spominju? In: index.hr. 26. März 2020, abgerufen am 28. März 2020 (kroatisch).
7. ↑  M 5.0 - CROATIA - 2020-03-22 06:01:20 UTC. In: emsc.eu. Abgerufen am 26. Mai 2020 (englisch).
8. ↑  M 4.6 - 1km WSW of Kasina, Croatia. In: earthquake.usgs.gov. Abgerufen am 26. Mai 2020 (englisch).
9. ↑  M 5.3 - 2km WSW of Kasina, Croatia: Pager. In: earthquake.usgs.gov. Abgerufen am 26. Mai 2020 (englisch).
10. ↑  Starkes Erdbeben bei Zagreb . In: zamg.ac.at. 23. März 2020, abgerufen am 28. März 2020.
11. ↑  Helmut Hausmann: Erdbeben bei Dugo Selo / Kroatien, M 5.4. In: zamg.ac.at. Abgerufen am 22. März 2020.
12. 1 2 3  Schwere Schäden: Erdbeben erschüttern Zagreb. In: orf.at. 22. März 2020, abgerufen am 22. März 2020.
13. 1 2  Božinović o potresima u Zagrebu: Štete su velike, 27 ljudi ozlijeđeno. (Memento des Originals vom 23. März 2020 im Internet Archive)  Info: Der Archivlink wurde automatisch eingesetzt und noch nicht geprüft. Bitte prüfe Original- und Archivlink gemäß Anleitung und entferne dann diesen Hinweis. In: hr.n1info.com. 23. März 2020, abgerufen am 23. März 2020 (kroatisch).
14. ↑  15-Jährige starb nach Beben in Zagreb. In: orf.at. 23. März 2020, abgerufen am 23. März 2020.
15. ↑  U Zagrebu oštećeno više od 26.000 građevina, neuporabljivo ih je 1.900. (Memento des Originals vom 13. September 2020 im Internet Archive)  Info: Der Archivlink wurde automatisch eingesetzt und noch nicht geprüft. Bitte prüfe Original- und Archivlink gemäß Anleitung und entferne dann diesen Hinweis. In: hr.n1info.com. 28. März 2020, abgerufen am 30. März 2020 (kroatisch).
16. 1 2  Ein Monat danach: Zagreb Beben vom 22. März 2020 in Zeiten von COVID-19 — ZAMG. Abgerufen am 27. April 2020.
17. ↑  VIDEO Uništena crkva u Palmotićevoj. Pogledajte snimku. In: index.hr. 22. März 2020, abgerufen am 24. März 2020 (kroatisch).
18. ↑  Ексклузивно: Унутрашњост Саборне цркве у Загребу после земљотреса. In: rs.sputniknews.com. 22. März 2020, abgerufen am 22. März 2020 (serbisch).
19. 1 2  UŽIVO Tri snažna potresa pogodila Zagreb, koronavirus i dalje veća ugroza. (Memento des Originals vom 23. März 2020 im Internet Archive)  Info: Der Archivlink wurde automatisch eingesetzt und noch nicht geprüft. Bitte prüfe Original- und Archivlink gemäß Anleitung und entferne dann diesen Hinweis. In: hr.n1info.com. 22. März 2020, abgerufen am 22. März 2020 (kroatisch).
20. ↑  MUZEJ ZA UMJETNOST I OBRT PRETRPIO TEŠKA OŠTEĆENJA USLIJED POTRESA. In: muo.hr. Abgerufen am 24. März 2020 (kroatisch).
21. ↑  Obavijest o oštećenjima nakon potresa 22. ožujka 2020. In: amz.hr. Abgerufen am 24. März 2020 (kroatisch).
22. ↑  Zbrajanje štete. In: novilist.hr. 23. März 2020, abgerufen am 24. März 2020 (kroatisch).
23. ↑  Pokrenut ćemo nacionalne i europske mehanizme za obnovu područja pogođenih jučerašnjim potresom. In: vlada.gov.hr. 22. März 2020, abgerufen am 24. März 2020 (kroatisch).
24. ↑  Strašni prizori s područja gdje je bio epicentar potresa. In: vijesti.hrt.hr. 23. März 2020, abgerufen am 24. März 2020 (kroatisch).
25. ↑  VIDEO Obišli smo kuće u Čučerju. Potres je sve uništio. In: index.hr. 24. März 2020, abgerufen am 24. März 2020 (kroatisch).
26. ↑  Pogledajte vojne snimke iz zraka, našli su opasna klizišta nakon potresa. In: index.hr. 29. März 2020, abgerufen am 3. April 2020 (kroatisch).
27. ↑  Erdbeben erschüttern Zagreb: Verletzte und schwere Schäden. In: derstandard.at. 22. März 2020, abgerufen am 22. März 2020.
28. ↑  Kroatische Regierung (Hrsg.): Croatia Earthquake: Rapid Damage and Needs Assessment 2020. Juni 2020, S. 14, online (PDF; 7 MB) auf mgipu.gov.hr (englisch).
29. ↑  U domu na Cvjetnom naselju nakon potresa smještena 291 osoba. (Memento des Originals vom 28. März 2020 im Internet Archive)  Info: Der Archivlink wurde automatisch eingesetzt und noch nicht geprüft. Bitte prüfe Original- und Archivlink gemäß Anleitung und entferne dann diesen Hinweis. In: hr.n1info.com. 25. März 2020, abgerufen am 28. März 2020 (kroatisch).
30. 1 2  UNICEF će donirati 5500 higijenskih proizvoda za žrtve potresa u Zagrebu. (Memento des Originals vom 22. Juni 2020 im Internet Archive)  Info: Der Archivlink wurde automatisch eingesetzt und noch nicht geprüft. Bitte prüfe Original- und Archivlink gemäß Anleitung und entferne dann diesen Hinweis. In: hr.n1info.com. 20. April 2020, abgerufen am 23. April 2020 (kroatisch).
31. 1 2  Zagreb wird nach Beben aufgeräumt – auch Österreich hilft. In: orf.at. 23. März 2020, abgerufen am 23. März 2020.